# 120-as busz (Budapest)
A budapesti 120-as jelzésű autóbusz a Göncz Árpád városközpont metróállomás és Újpest-központ metróállomás között közlekedik. A viszonylatot az ArrivaBus üzemelteti. A busz érinti Angyalföld vasútállomást és az újpesti lakótelepet is.

## Járművek
2005–2012-ig a Nógrád Volán alvállalkozóként biztosította az alacsony padlós szolgáltatást, ezért a BKV Ikarus 260 és Ikarus 415-ös járművei mellett Alfa Localo buszok szállították az utasokat. A Nógrád Volán kivonulása után azonban ismét teljesen a BKV üzemelteti a vonalat, 2013. március 1-jétől az alacsony padlós szolgáltatást Alfa Localo típusú buszok biztosították (munka- és munkaszüneti napokon is 2 darab).
Jelenleg az ArrivaBus szóló MAN Lion’s City 12D buszai közlekednek.

## Története
1984. november 6-án a 120-as buszok útvonala jelentősen megváltozott, a Keleti pályaudvar helyett az Árpád híd metróállomástól (ma Göncz Árpád városközpont) közlekedtek Újpest, Munkásotthon utca végállomásig a Béke utcát és a Szabadságharcosok útját is érintve.
1988-ban a Göncöl és Kámfor utcára tették át a vonalat, így újabb területek kaptak autóbuszjáratot.
1990. december 14-étől az M3-as metróvonal III/B/1 (Árpád híd – Újpest-központ) szakaszának átadása miatti forgalmi változások bevezetése után a 120-as busz (mai megállónevekkel) a Göncz Árpád városközpont és Újpest-központ között közlekedik.
1991-től a Munkásotthon utca helyett már az Árpád úton járt, azóta útvonala lényegében változatlan.

## Útvonala
| Újpest-központ felé |
| Göncz Árpád városközpont M vá. – Váci út – Petneházy utca – Röppentyű utca – Göncöl utca – Kámfor utca – Berlini utca – Tél utca – Pozsonyi utca – István út – Árpád út – Újpest-központ M vá.             |
| Göncz Árpád városközpont felé |
| Újpest-központ M vá. – Árpád út – Rózsa utca – Berlini utca – Kámfor utca – Újpalotai út – Göncöl utca – Röppentyű utca – Pap Károly utca – Róbert Károly körút – Váci út – Göncz Árpád városközpont M vá. |

## Megállóhelyei
| 0  | Göncz Árpád városközpont M végállomás  | 22 | 26, 32, 34, 106 79 1, 1A 800, 815, 820, 821, 830, 832, 840, 848                                                                   |
| ∫  | Honvédkórház                           | 20 | 32 1, 1A |
| 2  | Röppentyű utca (↓) Pap Károly utca (↑) | 19 | 32 |
| 3  | Fáy utca (↓) Frangepán utca (↑)        | 18 | 32 |
| 4  | Rozsnyay utca                          | 17 | |
| 5  | Fiastyúk utca                          | 15 | |
| 7  | Gyöngyösi utca                         | 14 | 105, 210, 210B |
| 8  | Kámfor utca (↓) Szekszárdi utca (↑)    | 12 | |
| 9  | Angyalföld vasútállomás                | 10 | S72 Z72 S76 30, 30A, 230 14 |
| 10 | Reitter Ferenc utca                    | 8  | 30, 30A, 230 Z72 (Vasútmúzeum) |
| 11 | Madridi utca                           | 7  | |
| 12 | Brüsszeli utca                         | 6  | |
| 14 | Elem utca (↓) Berlini utca (↑)         | 5  | 20E, 25, 121 |
| 15 | Újpesti Erőmű                          | ∫  | 20E, 25, 121 |
| ∫  | Ősz utca                               | 3  | 20E, 25 |
| 16 | Nap utca                               | ∫  | 20E, 25, 121 |
| ∫  | Munkásotthon utca                      | 2  | 20E, 25, 104, 104A, 170, 196, 196A, 204, 220, 270                                                                                 |
| 17 | Tél utca / Pozsonyi utca               | ∫  | 20E, 25, 121 12, 14 |
| ∫  | Erzsébet utca                          | 1  | 25, 104, 104A, 170, 204, 220, 270                                                                                                 |
| 18 | Tél utca / Pozsonyi utca               | ∫  | 25, 30, 30A, 230 12, 14 |
| 19 | Újpest-központ M (Munkásotthon utca)   | ∫  | 30, 30A, 230 12, 14 |
| 20 | Újpest-központ M végállomás            | 0  | 25, 30, 30A, 104, 104A, 147, 170, 196, 196A, 204, 220, 230, 270 12, 14 308, 309, 310, 313, 314, 315, 316, 317, 318, 319, 320, 321 |